# Medon Berisha
Medon Berisha (Münsingen, 21 de octubre de 2003) es un futbolista suizo, nacionalizado albano, que juega en la demarcación de centrocampista para la US Lecce de la Serie A.

## Selección nacional
Tras jugar con las categorías inferiores de la selección, finalmente el 3 de junio de 2024 hizo su debut con la selección de Albania en un partido amistoso contra Liechtenstein que finalizó con un resultado de 3-0 a favor del combinado albano tras los goles de Armando Broja, Jasir Asani y Ernest Muçi.

### Participaciones en Eurocopas
| Copa          | Sede     | Resultado    | Partidos | Goles |
| ------------- | -------- | ------------ | -------- | ----- |
| Eurocopa 2024 | Alemania | Primera fase | 1        | 0     |

## Clubes
| Club              | País   | Año       | Partidos | Goles |
| ----------------- | ------ | --------- | -------- | ----- |
| BSC Young Boys II | Suiza  | 2021-2022 | 25       | 1     |
| US Lecce          | Italia | 2022-     | 25       | 0     |